# Kulturborgmestre i København
Kulturborgmesteren i København var oprindeligt Skole– og Kulturborgmester og leder af magistratens 1. afdeling.
I 1998 blev der oprettet en post som Kultur– og fritidsborgmester. 

## Magistratens 1. Afdeling
(Skole– og Kulturborgmestre)
- 1856-1862: Stephan Linnemann
- 1863-1873:  Lars Christian Larsen
- 1873-1897:  Hans Nicolai Hansen (frikonservativ), (senere formand for Landstinget)
- 1897-1917: Theodor Dybdal, (senere politidirektør)
- 1917-1940: Ernst Kaper (konservativ)
- 1940-1951: Alfred Bindslev (konservativ), (MF)
- 1951-1970: Ove Weikop (konservativ), (handelsminister 1950-1951)
- 1970-1978: Børge A. Schmidt (socialdemokrat)
- 1978-1985: Bent Nebelong (konservativ)
- 1986-1994: Tom Ahlberg (SF)
- 1994-1997: Jens Johansen (SF)

## Magistratens 6. Afdeling
(Rådhusborgmestre)
- 1978-1997: Hans Thustrup Hansen (konservativ)

## Borgmestre for Uddannelse– og Ungdomsforvaltningen
(Skoleborgmestre)
- 1998-2005: Per Bregengaard (Enhedslisten)

## Borgmestre for Kultur– og Fritidsforvaltningen
(sammenlagt af dele af magistratens 1. og 6. afdelinger)
- 1998-2001: Hans Thustrup Hansen, (konservativ)
- 2002-2007: Martin Geertsen (Venstre), (MF)
- 2008-2013: Pia Allerslev (Venstre)
- 2014-2017: Carl Christian Ebbesen (DF)
- 2018-2018: Niko Grünfeld (Alternativet)
- 2018-2021: Franciska Rosenkilde (Alternativet)
- 2022-nu: Mia Nyegaard (Radikale Venstre)